# Ай, Эдуардо (младший)
Эдуардо Ай (исп. Eduardo Hay Sais; 19 февраля 1915 — 5 января 2005) — мексиканский врач и фехтовальщик. Член Международного олимпийского комитета (МОК) (1974—1991), почётный член МОК (1991).

## Биография
Родился в 1915 году.
Его отец Эдуардо Ай (1877—1941) — генерал Мексиканской революции и министр иностранных дел Мексики в 1935—1940 годах.
Окончил медицинскую школу в Лионе во Франции. Получил степень доктора медицины. Служил во французской армии.
Вернулся в Мексику в августе 1939 года, перед началом Второй мировой войны.
Был профессором гинекологии и акушерства Национального автономного университета Мексики (UNAM) в Мехико, директором госпиталя American British Cowdray (ABC) в Мехико.
Занимался фехтованием, парусным спортом, авиаспортом, гольфом. Чемпион Мексики и Центральной Америки по фехтованию. Президент Федерации фехтования Мексики в 1950—1955 годах, президент Панамериканской конфедерации фехтования в 1955—1957 годах.
Сыграл важную роль в проведении XIX летних Олимпийских игр 1968 года в Мехико. Был членом комитета, который подавал от Мехико заявку на проведение Игр. Медицинские аргументы Ая сыграли важнейшую роль в убеждении МОК в отсутствии риска в соревнованиях на высоте 2239 м над уровнем моря. Координатор международных конгрессов и шеф протокола Игр. Вице-президент Олимпийского комитета Мексики. Директор Олимпийского спортивного центра Мехико (Centro Deportivo Olímpico Mexicano, CDOM) в 1965—1972 годах.
Член Медицинской комиссии МОК с момента её создания в 1967 году, в 1980—1993 годах — вице-председатель этой комиссии. В 1974 году избран членом Международного олимпийского комитета (МОК), в 1991 году избран почётным членом МОК.
Автор ряда научных работ по спортивной медицине и гинекологии.
Награждён серебряным Олимпийским орденом.
Умер 5 января 2005 года, в возрасте 89 лет.
Официальные соболезнования выразил МОК.

## Личная жизнь
15 февраля 1941 года женился на Йоланде Батис (Yolanda Batiz de Hay; род. 23 февраля 1920), дочери Хуана де Диос Батиса, основателя Национального политехнического института в Мехико. Йоланда была одной из самых красивых представительниц высшего общества Мехико. У пары четверо детей: Эдуардо, Йоланда, Сусана, Гильермо.